# يوهانس براند
يوهانس براند (بالإنجليزية: Johannes Brand)‏ (و. 1823 – 1888 م) هو سياسي من جنوب أفريقيا . ولد في كيب تاون . تولى منصب رئيس دولة البرتقال الحرة .
توفي في بلومفونتين .

## التعليم
تعلم في جامعة كيب تاون.
| المناصب السياسية              | المناصب السياسية           | المناصب السياسية         |
| ----------------------------- | -------------------------- | ------------------------ |
| سبقه مارتينوس السفن بريتوريوس | رئيس دولة البرتقال الحرة - | تبعه فرانسيس ويليام ريتز |